# Station Oświęcim
Station Oświęcim is een spoorwegstation in de Poolse stad Oświęcim (Auschwitz). Het station werd in 1856 geopend.